# Sven Caspersen
Sven Caspersen (født 1935) er tidligere rektor ved Aalborg Universitet. 
Sven Caspersen er uddannet cand.polit. fra Københavns Universitet og flyttede i 1973 til Aalborg, hvor han blev tilknyttet det nye universitetscenter i byen, som officielt blev åbnet i 1974. Sven Caspersen blev i 1976 udnævnt til rektor for Aalborg Universitetscenter (senere Aalborg Universitet) og efterfulgte derved stedets første rektor svenskeren Jörgen Weibull. Sven Caspersen var rektor indtil 2004, hvor han blev efterfulgt af Jørgen Østergaard. Sven Caspersen var desuden som bestyrelsesformand for universitet fra 2004 til 2006.